# Manuel Domínguez Sánchez (futbolista)
Manuel Domínguez Sánchez, (Santander, 27 de agosto de 1926 - Huelva, 8 de diciembre de 1998) fue un futbolista español que destacó especialmente en el Real Betis Balompié, siendo actualmente el segundo máximo goleador histórico de este club, con el que marcó 94 goles en el campeonato de Liga.

## Biografía
Nació en Santander, aunque su familia se trasladó a Sevilla, siendo niño. Se formó en las categorías inferiores del Real Betis. Debutó con el equipo verdiblanco en segunda división, durante la temporada 1945/46. Debutó con el Triana Balompié, continuó en el Hispano de Aviación y Nervión. En 1945, pasó a las filas del Recreativo de Huelva y Cacereño. 
En 1947, fichó por el Xerez C.D., para posteriormente volver al Recreativo. Tras dos temporadas en el Onuba, volvió en la temporada 1950/51 al Real Betis, que en esos momentos se encontraba en tercera división. Marcó 62 goles en su primera temporada, permaneciendo tres temporadas en el equipo bético. Posteriormente pasaría al Úbeda CF, 1953, Cádiz Club de Fútbol, después de dos temporadas en el club gaditano, se marcha al CF Extremadura y nuevamente a Xerez y Recreativo de Huelva Falleció en Huelva en 1998.

## Clubes
| Club                | País   | Año       |
| ------------------- | ------ | --------- |
| Calavera C.F.       | España | 1943-1944 |
| Recreativo          | España | 1944-1945 |
| Calavera C.F.       | España | 1945-1946 |
| Real Betis Balompié | España | 1945-1947 |
| Xerez C.D.          | España | 1947-1948 |
| Recreativo          | España | 1948-1950 |
| Real Betis Balompié | España | 1950-1953 |
| C.F. Extremadura    | España | 1953-1955 |
| Cádiz C. F.         | España | 1955-1956 |
| Xerez C.D.          | España | 1956-57   |
| Recreativo          | España | 1957-58   |